# چارلز ماتیسن
چارلز ماتیسن (انگلیسی: Charles Mathiesen؛ ۱۲ فوریه ۱۹۱۱ – ۷ نوامبر ۱۹۹۴) اسکیت‌باز سرعت اهل نروژ بود.